# Мартин Кодас
Мартин Кода́с или Ко́дакс (галис. Martín Codax) — галисийский жонглёр XIII века, автор 7 кантиг о друге , написанных на галисийско-португальском языке, выдающийся представитель трубадурской школы Пиренейского полуострова. Единственный галисийский автор Средних веков, тексты светских кантиг которого дошли до наших дней с музыкальной нотацией.

## ФамилияCodax
В средневековых сборниках светских кантиг на галисийско-португальском языке «Песеннике Национальной библиотеки» (CB) и «Песеннике Ватикана» (Cancioneiro da Vaticana — CV), а также в «Пергаменте Винделя» имя автора писалось как Martin Codax, чему в современной орфографии соответствует галис. Martín Codax и порт. Martim Codax.
В Песеннике Ватикана в примечании к кантиге галисийского жонглёра Мартина де Гинзо (Martin de Guinzo, V 882) переписчик написал имя поэта как «m codaz».
Употребление непонятного прозвища в качестве фамилии автора (Codax или Codaz), а также размещение его песен в средневековых сборниках (CB и CV) в условно названной Резенде де Оливейра (A. Resende de Oliveira) группе кантиг галисийских жонглёров, свидетельствуют о том, что Мартин Кодас был незнатного происхождения и не принадлежал к сословию трубадуров.
Бразильский филолог Селсу Феррейра да Кунья, автор основополагающей монографии о Мартине Кодасе, начал анализ вариантов этимологии «Codax» словами: «Странная фамилия поэта до сих пор продолжает оставаться загадкой и привлекать интерес исследователей». Существует несколько гипотез для объяснения происхождения фамилии жонглёра, которая в галисийской и португальской ономастике наблюдается в единственном варианте. Ни одна из версий не выдерживает критики и не может считаться вполне удовлетворительной.
Педро Виндель предположил, что под словом Codax подразумевался Códice, то есть кодекс, книга. Каролина Михаэлиш де Вашконселуш полагала, что фамилия жонглёра являлась производным от испанского слова codo (локоть) прозвищем, которое могло указывать на род его занятий — секретарь или писарь, хотя впоследствии признала, что данное слово отсутствует в португальском языке. Менее удачно объяснение Овьедо и Арсе (Oviedo y Arce), связывавшего «Codaz» с корнем cod в слове coda < cauda, от которого произошло итальянское codazzo (свита). Сантьяго Гутьеррес (Santiago Gutiérrez) возводит этимологию фамилии к встречающимся в средневековых документах вариантам топонима Codais, Quodaix, Codays, Quodais, соответствующих современному названию Santo Estevo de Cos (Abegondo, CO).
Если принимать во внимание распространённую в средневековых документах и песенниках взаимозаменяемость графем «x», «z» и «s» в конце слов, а также возможные различные корни слова, то в настоящее время не представляется возможным достоверно определить этимологию фамилии «Codax» или «Codaz».
Во всяком случае, исследователи полагают, что графема «х» не произносилась как фонема [ks]. «Codax» не произносилось как Кода́кс [ko’daks], а более допустимыми вариантами написания и произношения были Codas — Ко́дас ['kodas] или Codaz — Кода́с [kod’aθ].
Селсу Феррейра да Кунья заметил: «Издатели средневековой галисийско-португальской лирики следуют написанию песенников, хотя, как правило, согласны с тем, что графемы «x», «z» представляют одну и ту же фонему». Пиел (Piel) писал: "У меня нет ни малейшего сомнения в том, что в слове «Codax» ударение падает на последнюю гласную при правильном написании фамилии Codaz, где -az, является суффиксом, присутствующим также в других словах (folgaz, rapaz, montaraz, duraz), с основой coda, вариант códea (корка, пятно).
Несмотря на то, что в настоящее время в печати и Интернете установилось написание Martin Codax, а в Галисии при произношении Codax встречается ударение на первый слог — Ко́дакс ['kodaks], более приемлемыми вариантами произношения могут быть Кода́с [kod’aθ] или Ко́дас ['kodas], хотя в Галисии и Португалии также употребляется вариант Кодакс. В 1941 году В. Ф. Шишмарев передавал фамилию поэта в португальском произношении как Кодаш, а в 1995 году Е. Г. Голубева использовала вариант Кодакс.

## Биография
Всё, что мы знаем о Мартине Кодасе — это его имя и его кантиги. В средневековых исторических документах имя жонглёра не упоминается, поэтому ни о его жизненном пути, ни о происхождении достоверно ничего неизвестно. Единственным источником сведений об авторе могут служить его песни.
Вероятнее всего Мартин Кодас родился и жил в Виго, расположенном на южном берегу риа Виго (Ria de Vigo), поскольку этот топоним фигурирует в его 6 кантигах о друге. Тем не менее, это не факт, а предположение. Предполагается, что творчество галисийца развивалось во второй половине XIII века. Более узкие временные рамки могут относиться к третьей четверти XIII века. «Единственное, что мы можем утверждать с определённой долей уверенности: Мартин Кодас сочинял свои песни примерно в середине XIII в.», — писал галисийский филолог Энрике Монтеагудо.

## Творчество

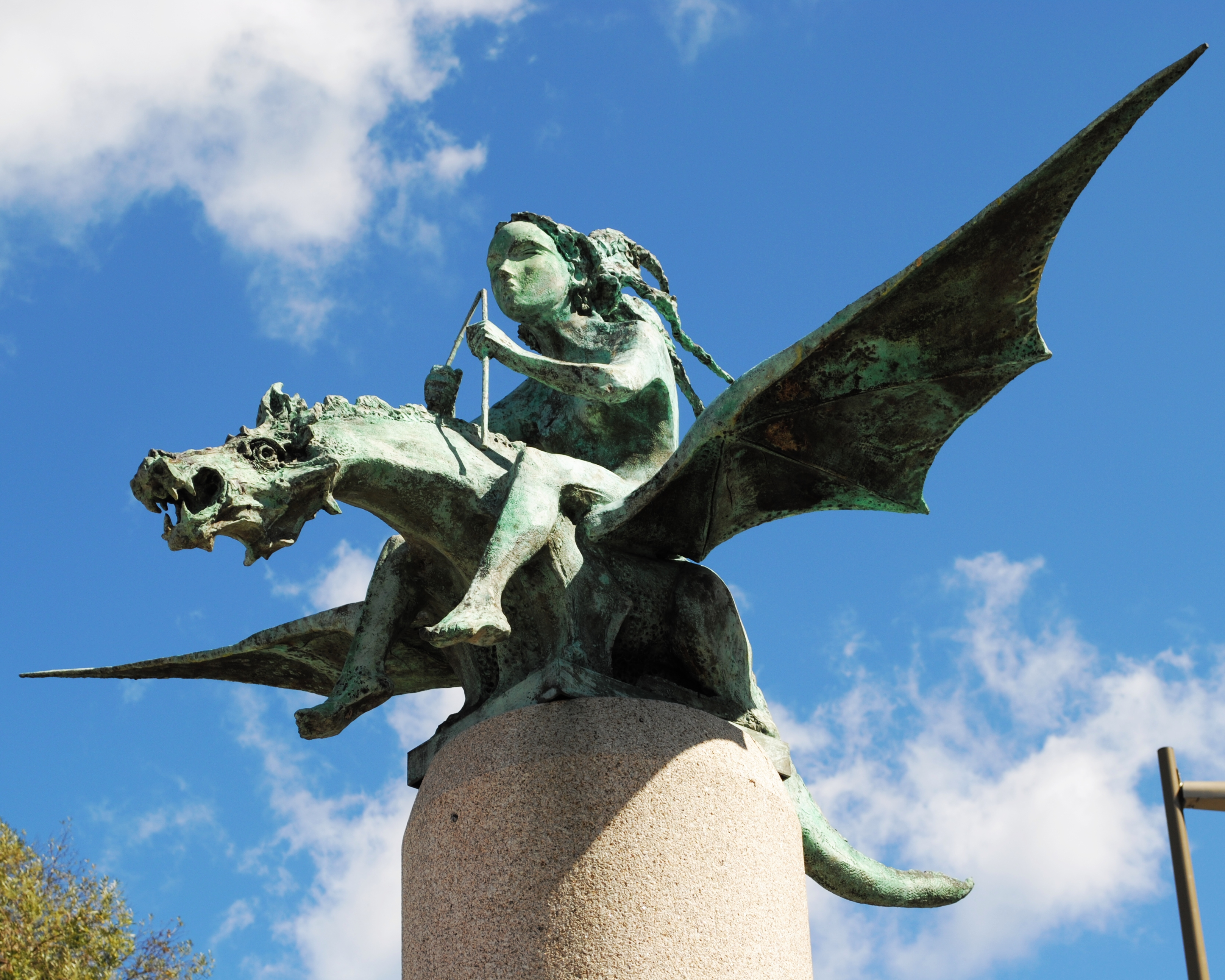
Фея и Дракон. Монумент посвящён Мартину Кодасу, Перо Меого, Мендиньо, Пайо Гомесу Шариньо, а также поэтам, певцам и трубадурам риа Виго. 2006. Виго.

Дошедшее до наших дней музыкально-поэтическое наследие Мартина Кодаса состоит из 7 песен о друге. Итальянский исследователь Джузеппе Тавани считал маловероятным, что «великий певец средневековой Галисии», зарабатывающий на жизнь сочинением песен, за всю свою жизнь сложил всего лишь 7 кантиг. Порядок песен одинаков во всех трёх средневековых источниках: «Песеннике Национальной библиотеки» (B 1278 — B 1284), «Песеннике Ватикана» (V 884 — V 890) и «Пергаменте Винделя» (N 1—7). Все песни имеют рефрен и составляют единый цикл:
- Ondas do mar de Vigo (B 1278, N 1, V 884) — обращение к морским волнам, не видели ли они друга, придёт ли он?
- Mandad’hei comigo (B 1279, N 2, V 885) — девушка получила весточку от друга и сообщает матери, что собирается идти в Виго на встречу с возлюбленным.
- Mia irmana fremosa, treides comigo (B 1280, N 3, V 886) — девушка зовёт сестру идти к церкви в Виго любоваться бушующими морскими волнами, которые символизируют любовную страсть.
- Ai Deus, se sab’ora meu amigo (B 1281, N 4, V 887) — девушка пришла в Виго на встречу с другом, но в одиночестве проливает слёзы — возлюбленный не появился.
- Quantas sabedes amar amigo (B 1282, N 5, V 888) — призыв к влюблённым купаться в морских волнах.
- Eno sagrado em Vigo (B 1283, N 6, V 889; музыкальная нотация не сохранилась) — танец одинокой девушки у церкви в Виго (друг не пришёл).
- Ai ondas que eu vim veer (B 1284, N 7, V 890) — обращение к морским волнам, не расскажут ли они, почему опаздывает друг?[19].

Орфография текстов в оригиналах манускриптов песенников имеет расхождения. В строфе одна рифма. Рефрен песен не меняется. Кантигам Кодаса присущ архаический параллелизм: стихи повторяются с изменением последнего слова, когда появляются в следующей строфе. Последние рифмообразующие слова строятся в обратном порядке через одну строфу. Строки закольцовываются: 2-й стих первых двух строф меняет своё положение и становится 1-м стихом двух следующих строф, что заставляет вспомнить переплетающийся узор средневековой вязи. Мартин Кодас, как и другие авторы (Fernan Rodriguez de Calheiros, Johan Servando, Pero Meogo, Airas Paez), сочинявшие кантиги на галисийско-португальском языке, использовал архаический порядок рифмующих строк aab.
К. М. де Вашкоселуш указывала, что V 886 и V 889 относятся к кантигам о паломничестве (cantigas de romaria), являющихся разновидностью песен о друге. Песни V 884, V 886, V 888 и V 890 можно отнести к баркаролам (более точный галисийский термин mariñas — «кантиги о море»), поскольку лирическое «я» (влюблённая девушка) обращается к морским волнам, или в тексте упоминается море.
Согласно Винсенсу Белтрану в кантигах Кодаса «глубинный символизм тесно связан с коллективным бессознательным европейской традиции». Тексты и музыка песен Кодаса глубоко коренятся в древних традициях народного творчества. Автор не придерживался модной куртуазной традиции, заимствованной из Прованса.
Все 7 песен были дважды переведены на английский язык. Некоторые кантиги переведены на немецкий (3), французский (5), испанский (4) и итальянский (2) языки.
В 1998 году День галисийской литературы, отмечаемый в Испании 17 мая, был посвящён памяти выдающихся галисийских жонглёров: Мартина Кодаса, Мендиньо и Жуана де Кангаса. Начиная с 1913 года имя поэта упоминается в ряду галисийских авторов, «без которых немыслимы поэтические антологии европейского средневековья: Перо Меого, Мартин Кодакс, Мендиньо, Фернандо Эскио, Айрас Нунес, Пайо Гомес Шариньо, Нуно Фернандес Торнеол, Перо да Понте…».

## Музыка
В «Пергаменте Винделя» представлена музыкальная нотация 6 кантиг Мартина Кодаса. Манускрипт состоит из единственного листа, запись на котором предположительно была выполнена в конце XIII века. Пергамент Винделя был создан ранее итальянских компиляций — песенников CB и CV. Рукопись случайно обнаружил Педро Виндель в декабре 1913 года в Мадриде. Манускрипт служил обложкой для книги Цицерона De officiis. Находка пробудила живой интерес исследователей, так как ранее творчеству Мартина Кодаса не уделялось особое внимание. Затем рукопись исчезла и долгое время была недоступна для исследователей, а в 1976 году появилась в Нью-Йорке в Библиотеке и музее Моргана, где хранится в настоящее время. «Пергамент Винделя», как и «Пергамент Шаррера» с песнями о любви португальского короля-трубадура Диниша I являются уникальными средневековыми манускриптами, содержащими тексты светских кантиг на галисийско-португальском языке с музыкальной нотацией, поскольку в дошедших до наших дней крупнейших сборниках светских песен пиренейских трубадуров (CB и CV, а также и в «Песеннике Ажуда») нотация отсутствует. Кроме этих двух пергаментов нотация сохранилась только в сборниках паралитургических песен Святой Марии (Cantigas de Santa María), записанных при дворе короля Кастилии и Леона Альфонсо X.
Имеется несколько вариантов расшифровки средневековой квадратной нотации кантиг Мартина Кодаса, которой в разное время занимались музыковеды Тафалл Абад (Tafall Abad), Ихини Англес (Higini Anglès i Pàmies, 1888—1969), Мануэл Педру Феррейра. По мнению Рипа Коэна, фундаментальный анализ Мануэла Педру Феррейры, изданный на португальском и английском языках (O Som de Martin Codax, The Sound of Martin Codax. 1986) незаменим для понимания музыкальной составляющей песен галисийского жонглёра. М. П. Феррейра писал, что тексты кантиг Кодаса тесно связаны с музыкой и обуславливают ритмику пения. Рефрен не предназначался для исполнения хором. Песня исполнялась одним певцом. Кантиги галисийца носят риторически экспрессивный характер, что отличает их от дошедшей до нас куртуазной музыки Средневековья. Музыка Кодаса сопоставима с григорианской псалмодией, автор использовал некоторые формульные напевы, аналогичные кантигам Святой Марии.

## Кантига о другеQuantas sabedes amar amigo(B 1282, N 5, V 888)
| Quantas sabedes amar amigo, treides comig’a lo mar de Vigo e banhar-nos-emos nas ondas. Quantas sabedes amar amado treides comig’ a lo mar levado: e banhar-nos-emos nas ondas. Treides comig’ a lo mar de Vigo e veeremo’ lo meu amigo: e banhar-nos-emos nas ondas. Treides comig’ a lo mar levado e veeremo’ lo meu amado: e banhar-nos-emos nas ondas Орфография согласно Lopes, Graça Videira. | Все, кто любит, — не жалейте мига, соберитесь возле моря, в Виго: пусть омоет нас волна морская! Всех, кому огонь любви понятен, друг мой ждет, — уж так он мне приятен! Пусть омоет нас волна морская! Друг мой ждет вас возле моря, в Виго, Собирайтесь, не жалейте мига! Пусть омоет нас волна морская! Ждет мой друг, и нежен, и приятен, Всех, кому огонь любви понятен! Пусть омоет нас волна морская! Перевел Е. Витковский |

## Кантига о другеAi ondas que eu vin veer(B 1284, N 7, V890)
| Ai ondas que eu vin veer, se me saberedes dizer por que tarda meu amigo sen min? Ai ondas que eu vin mirar, se me saberedes contar por que tarda meu amigo sen min? Орфография согласно Рипу Коэну. | О волна, бегущая на берег, ты ответь мне, замедляя бег: почему мой милый друг ко мне не спешит? О, бегущая на берег волна, От меня скрывать ты не должна: почему мой милый друг ко мне не спешит? Перевел В. Андреев |